# Être et avoir
Être et avoir (2002) is een Franse documentaire die over een van de vele Franse dorpsschooltjes gaat.
De film werd geregisseerd door Nicolas Philibert. De documentaire volgt de kinderen van een klein plattelandsschooltje (Saint-Étienne-sur-Usson) en hun meester Georges Lopez.
Deze film won in 2002 de prijs voor beste documentaire op het Valladolid International Film Festival, de Prix Louis Delluc, de "Best Documentary Award" op de European Film Awards. In 2003 won hij de juryprijs op het Full Frame Documentary Film Festival en een César voor beste montage. In 2004 won hij een NSFC Award als beste documentaire.
In 2003 werd de film genomineerd voor drie Césars, waarvan de twee andere nominaties voor beste regisseur en beste film waren. De film werd in 2004 genomineerd voor een DGGB Award van de Directors Guild of Great Britain in de categorie "Outstanding Directorial Achievement in Foreign Language Film", en voor de BAFTA Film Award op de BAFTA Awards als beste niet-Engelstalige film.